# Carlo Poerio
Carlo Poerio (Nápoles, 13 de octubre de 1803 – Florencia, 27 de abril de 1867) fue un patriota, abogado y político italiano.

## Biografía
Hermano de Alessandro Poerio, junto a él y su padre, Giuseppe, tras las revoluciones de 1820 se exilió en Toscana, en Francia y en el Reino Unido. Tras volver a Nápoles en 1828, se dedicó a la abogacía y consiguió un gran prestigio.
Liberal moderado, y por tanto contrario a las insurrecciones mazzinianas, fue no obstante arrestado en 1837, 1844 y 1847, pero siempre por breve tiempo. A principios de 1848 tuvo una participación notable en las revoluciones de 1848, que condujeron a la concesión de la Constitución siciliana de 1848, y fue miembro del gobierno constitucional de Nápoles, inicialmente como director general de la policía, sustituyendo al poderoso marqués Del Carretto, y posteriormente como ministro de educación. Dimitió tras los sucesos del 15 de mayo, cuando las tensiones entre el soberano y el parlamento dieron origen a una contrarrevolución popular, que él desaprobó, conservando no obstante la confianza en la posibilidad de un régimen liberal con Fernando II de las Dos Sicilias.
Restaurado en 1849 el gobierno absoluto, fue condenado a veinticuatro años de cárcel con aislamiento total, pero cumplió solo diez en la torre situada en Montesarchio, porque en 1859 su pena fue conmutada por la deportación. Sin embargo, la nave que lo transportaba a América junto con otros sesenta y siete prisioneros (entre ellos Luigi Settembrini y Sigismondo Castromediano) fue secuestrada en Irlanda por el hijo de Settembrini, desde donde posteriormente reparó en Piamonte. Allí, rodeado por una gran autoridad moral conferida por su estatus de mártir por la libertad, tomó una parte activa en la vida política del naciente Reino de Italia, siendo miembro de la Cámara de Diputados en las legislaturas de la vii a la x, además de vicepresidente de la Cámara durante la viii legislatura. El rey Víctor Manuel II lo nombró lugarteniente general de la Italia meridional, pero posteriormente Poerio rechazó el ministerio ofrecido por Cavour y se retiró, decepcionado con la escena política, concuyendo su vida en la pobreza.
Murió en Florencia, en la casa de Ferdinando Lopez Fonseca, patriota lucano y combatiente en la primera guerra de la Independencia italiana. Poerio está enterrado en una capilla del cementerio de Pomigliano d'Arco, declarada en 1930 monumento nacional por el rey Víctor Manuel III.